# Alice Munro
Alice Ann Munro, nascida Alice Ann Laidlaw (Wingham, 10 de julho de 1931 – Port Hope, 13 de maio de 2024), foi uma escritora canadiana de contos, considerada uma das principais escritoras da atualidade em língua inglesa. Foi agraciada com o Prémio Nobel da Literatura em 2013 e saudada como "mestre do conto contemporâneo". O trabalho de Munro foi descrito como revolucionário para a arquitetura do conto moderno, especialmente em sua tendência de avançar e retroceder no tempo, e com ciclos integrados de contos de ficção. Seu estilo tem sido comparado, ao longo dos anos, ao do grande escritor russo Anton Tchekov.
A partir de meados da década de 1970, Munro iniciou seu relacionamento de longa data com a revista New Yorker, expandindo substancialmente seu público na América do Norte e além. Seu trabalho foi traduzido para 20 idiomas.

## Biografia

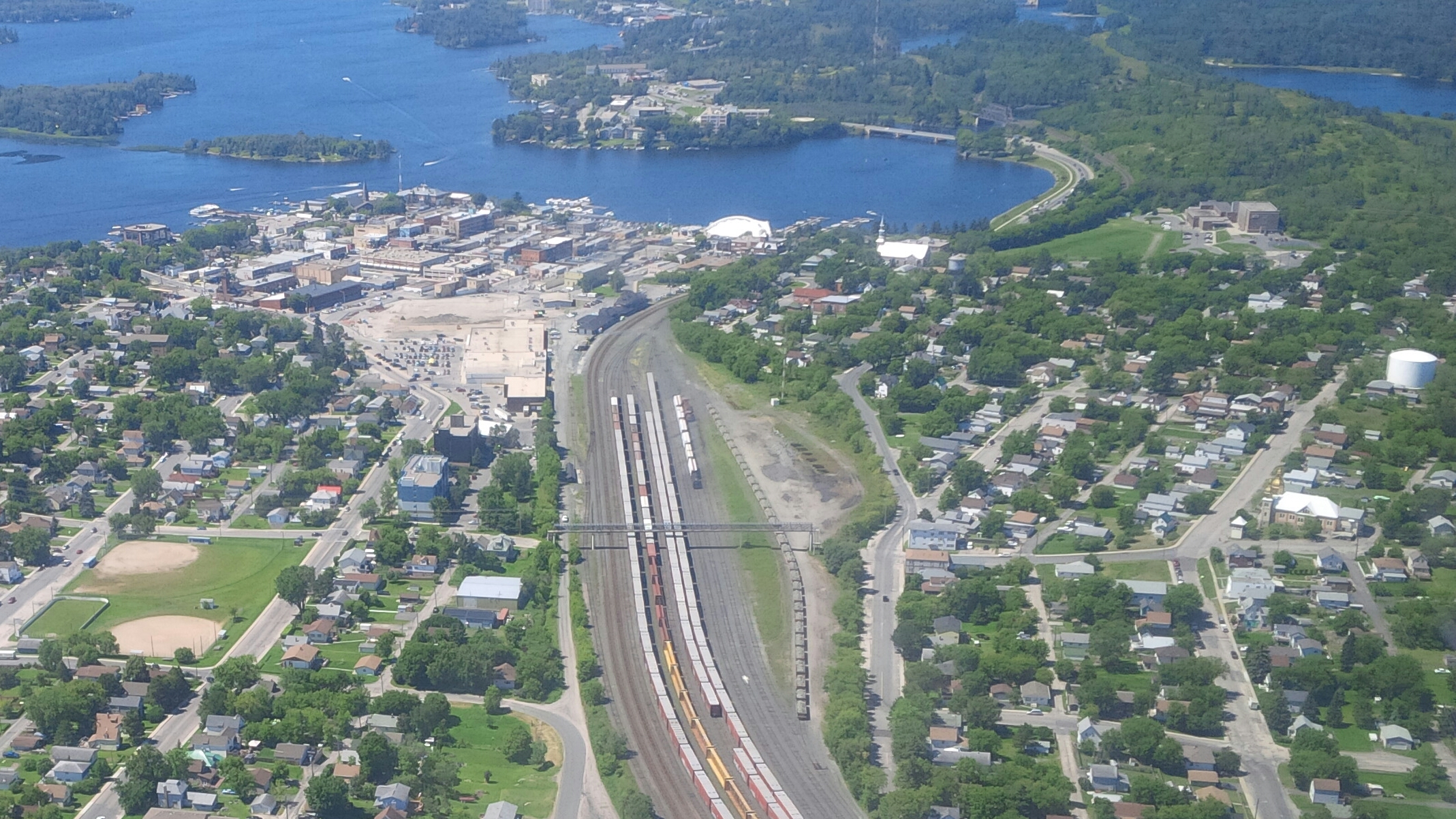
Ontario, Canadá, local onde muitos dos contos de Munro são ambientados.

Alice Munro nasceu em Wingham, Condado de Huron, Ontário, em julho de 1931. Viveu primeiro numa quinta a oeste dessa zona, numa época de depressão económica. Muito jovem, conheceu James Munro, na Universidade de Western Ontario. Por essa época, Alice exercia trabalhos manuais para manter os estudos. Os dois se casaram em 1951 e instalaram-se em Vancouver. Tiveram três filhas: Sheila (1953), Catherine (1955) e Jenny (1957). Catherine morreu logo após o nascimento, em consequência de uma disfunção renal. Em setembro de  1966, nasceria a caçula, Andrea Sarah. 
Em 1963 a família mudou-se para Victoria, na Colúmbia Britânica, onde o casal abriu a livraria Munro's Books, que ainda hoje funciona. O casal divorciou-se em 1972, e Alice regressou à sua província natal, sendo escritora-residente na sua antiga universidade.
Munro voltou a casar-se em 1976, com Gerald Fremlin, um cartógrafo e geógrafo que ela conhecera desde a época da universidade. A partir de então, ela consolidou sua carreira de escritora, iniciada em 1950, com a publicação do conto "The Dimensions of a Shadow", quando ainda estudante de inglês e jornalismo, na  Western. Nesse período, ela trabalhou como garçonete, colhedora de fumo e atendente de biblioteca. O casal mudou-se para uma fazenda, na localidade de Clinton, Ontário, e, mais tarde, para uma casa em Clinton, onde Fremlin morreu em 17 de abril de 2013, aos 88 anos.
Em 2009, Munro revelou estava sendo tratada de um câncer e de um problema cardíaco que requeria cirurgia de bypass coronário.
No final da vida, pelo menos a partir de 2012, ela sofria da doença de Alzheimer.

## Morte
Alice Munro morreu em sua casa, na cidade de Port Hope, Ontário, no dia 13 de maio de 2024, aos 92 anos. A causa da morte não foi divulgada.
Em 7 de julho de 2024, logo após a morte de Munro, sua filha mais nova, Andrea Skinner, publicou um ensaio no Toronto Star, revelando ter sofrido  abuso sexual por parte de seu padrasto, Gerald Fremlin, desde 1976, quando ela tinha nove anos, até a adolescência. Ela relata que falou com a mãe sobre isso em 1992. Ao saber do abuso, Munro se separou de Fremlin por alguns meses, mas acabou voltando para ele. De acordo com Skinner, Munro disse que ela havia sido “informada tarde demais”, que amava muito o marido e que queria ficar com ele.  Em 2002, Skinner cortou o contato com a mãe, depois que esta se opôs ao fato de Skinner não querer Fremlin perto de seus próprios filhos. Em 2005, Fremlin se declarou culpado de agressão sexual; foi condenado mas teve uma sentença suspensa, recebendo dois anos de liberdade condicional. Os outros membros da família de Munro continuaram a manter contato regular com Munro e Fremlin, enquanto Skinner afastou-se de todos eles. 
No The New York Times, Giles Harvey escreveu: "Os contos de Munro - especialmente aquelas dos anos seguintes ao seu conhecimento sobre o abuso - estão repletas de crianças violentadas, mães negligentes e casamentos baseados em segredos e mentiras... Munro parece ter passado grande parte de sua carreira absorvida pelas mesmas perguntas que os leitores têm feito desde que Andrea publicou seu ensaio. Por que ela não protegeu sua filha? O que a levou a aceitar Fremlin de volta? Como uma escritora que era capaz de tanta força na escrita podia se mostrar tão fraca na vida real?"  Artigos em The New Yorker e The New Republic observam que muitas dos seus contos escritos posteriormente se relacionam com o tema, como "Vandals", no qual uma mulher vandaliza a casa de um casal onde o homem a molestara quando criança, e "Dimension", em que uma mulher defende seu desejo de continuar fazendo visitas, na prisão, ao marido que matara seus três filhos. 

## Obra
Munro reconheceu a influência na sua obra de grandes escritoras, como Katherine Anne Porter, Flannery O’Connor, Carson McCullers e Eudora Welty, bem como de escritores como James Agee e especialmente William Maxwell. Os seus relatos centram-se nas relações humanas analisadas através da lente da vida quotidiana. Por isso e pela sua qualidade, ela tem sido chamada "Chekov do Canadá".
Munro começou a escrever quando ainda era adolescente. Sua primeira coletânea de histórias, "Dance of the Happy Shades" [Dança das Sombras Felizes] (1968), foi aclamada pela crítica e ganhou o maior prêmio literário do Canadá, o Governor General's Award for Fiction.
Esse sucesso foi seguido por "Lives of Girls and Women" [Vidas de Meninas e Mulheres]] (1971), uma coleção de histórias interligadas e "Who Do You Think You Are?" [Quem Você Pensa Que É?] (1978), este último rendendo a Munro um segundo Prêmio Literário do Governador General, tendo sido também selecionado para o Prêmio Booker de Ficção em 1980 sob seu título internacional, "The Beggar Maid".

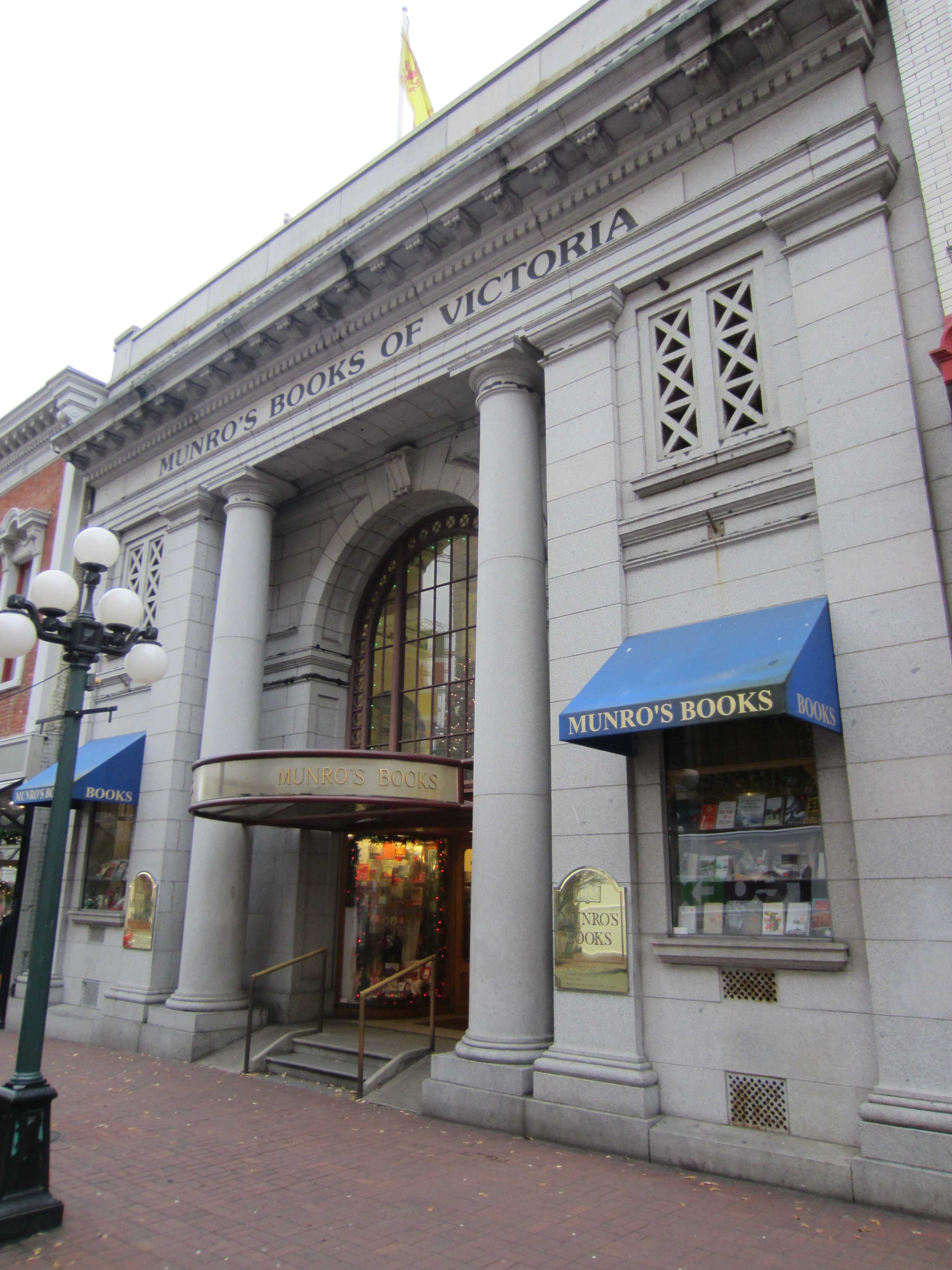
Munro's Books, livraria fundada por Alice e o, então, marido, Jim, em Victoria, Columbia Britânica.

De 1979 a 1982, Munro viajou pela Austrália, China e Escandinávia para aparições públicas e leituras. Em 1980, ela ocupou o cargo de escritora residente na Universidade de British Columbia e na Universidade de Queensland. Ainda na década de 80 publica as coletâneas de contos "The Moons of Jupiter" [As Luas de Júpiter] (1982) e "The Progress of Love" [O Progresso do Amor] (1986).
Na década de 1990 publica alguma de suas coletâneas mais aclamadas: "Open Secrets" [Falsos Segredos] (1994) e "The Love of a Good Woman" [O Amor de Uma Boa Mulher] (1998), recebendo por este último o prêmio National Book Critics Circle Award de ficção em 1998 e o Prêmio Giller no mesmo ano.
Em 2001, lança "Hateship, Friendship, Courtship, Loveship, Marriage [Ódio, Amizade, Namoro, Amor, Casamento]" e em 2004, mais uma coletânea intitulada "Runaway" [Fugitiva] (2004) ambos os livros com histórias adaptadas para o cinema por cineastas famosos como Pedro Almodóvar e Sarah Polley.
Em The View from Castle Rock [A Vista de Castle Rock], de 2006, faz um balanço da história da sua família, que emigrou para o Canadá, e descreve as dificuldades que os seus pais tiveram na nova terra. O título da coletânea de contos é inspirado em um dos episódios narrados na primeira parte do livro: do alto da rocha de um castelo na Escócia o protagonista acredita ver a América no meio do mar. Munro anunciou sua aposentadoria após a publicação de "A Vista de Castle Rock" em 2006, porém lançaria ainda mais duas coletâneas até o seu afastamento do mundo literário. Em 2009 lança Too Much Hapiness [Felicidade Demais], no qual o conto homônimo se concentra nos dias que antecedem a morte da matemática russa Sofia Kovalevskaya. 
Sua última coletânea de contos foi intitulada "Dear Life" [Vida Querida] (2012), livro que trazia vários aspectos autobiográficos da autora. Após a publicação do livro, Alice Munro anunciou o fim de sua carreira como escritora.
Alice Munro foi entrevistada pela célebre The Paris Review em 1994. Foi por três vezes vencedora do prémio de ficção literária «Governor General's Literary Awards», do seu país. Munro publicou 14 volumes de contos em inglês, contendo mais de 150 contos. Existem também numerosos contos em revistas que ainda não foram incluídos em nenhuma coleção. 
Munro é conhecida por sua associação de longa data com o editor e editor Douglas Gibson. Quando Gibson deixou a Macmillan do Canadá em 1986 para lançar o selo Douglas Gibson Books na McClelland and Stewart, Munro devolveu o adiantamento que a Macmillan já havia pago a ela por "The Progress of Love" para que ela pudesse seguir Gibson na nova empresa. Munro e Gibson mantiveram sua associação profissional; quando Gibson publicou suas memórias em 2011, Munro escreveu a introdução, e até sua morte, Gibson frequentemente fazia aparições públicas em nome de Munro quando sua saúde a impedia de comparecer pessoalmente.

## Prêmio Nobel de Literatura
Por toda a sua obra, em 2013, Alice Munro recebeu o Prêmio Nobel de Literatura como “mestre do conto contemporâneo”. O prêmio foi para o Canadá pela primeira vez e para uma mulher pela 13ª vez; foi também a primeira vez que um escritor exclusivamente contista recebeu o prêmio.

## Estilo e legado

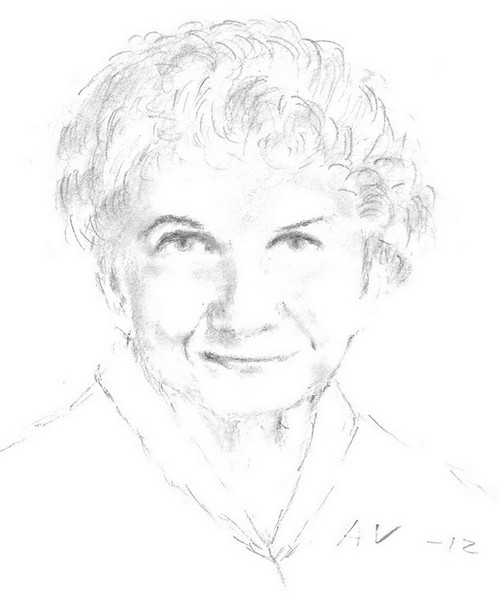
Alice
Munro por Andreas Vartdal

Frequentemente comparada com Anton Chekhov, John Cheever e um punhado de outros contistas, Munro alcançou uma estatura rara para uma forma de arte tradicionalmente colocada abaixo do romance. A Academia Sueca declarou-a uma “mestre do conto contemporâneo” que poderia “acomodar toda a complexidade épica do romance em apenas algumas páginas curtas”. Suas histórias supostamente "incorporam mais do que anunciam, revelam mais do que desfilam".
Seu mundo ficcional abrange todo o Canadá, de Ontário à Colúmbia Britânica, mas a maioria dos leitores concorda que suas histórias de Ontário, enraizadas como estão em seu próprio passado formativo, representam cenários mais evocativos vividos na infância e relembrados por uma memória adulta perceptiva.
Segundo o crítico norte-americano Harold Bloom, Munro figura ao lado de alguns dos contistas mais proeminentes do século XX, tais como: Ítalo Calvino, Thomas Mann, Flannery O'Connor, Eudora Welty, Vladimir Nabokov, Edith Wharton, Katherine Anne Porter, Vladimir Nabokov, Shmuel Yosef Agnon, Isak Dinesen, Edna O'Brien, entre outros. O critico chama sua arte de mimética, afirmando que "Munro desfoca a linha entre o objetivo e o subjetivo, entre o pequeno e o grande, a fim de descobrir o que será suficiente para satisfazer uma vida mais abundante".
A escritora era admirada por nomes literários de peso como John Updike, Jonathan Franze e Cynthia Ozick que alcunhou-a como "a Tchekhov da América". A colega e autora canadense Margaret Atwood a chamou de pioneira para as mulheres e para os canadenses.

## Adaptações cinematográficas
Várias adaptações das histórias de Alice Munro apareceram nas telas. A autora chegou às telas pela primeira vez através de uma produção para a televisão exibida pela rede canadense CBC. Trata-se da adaptação do conto "The Ottawa Valley" (1974), publicado no livro "Something I’ve Been Meaning to Tell You" (1974). Em 1984, estreou um curta baseado em “Boys and Girls” (do livro "Dance of the Happy Shades") e foi estrelado por Megan Follows, tendo ganhado um Oscar de melhor curta-metragem em 1984. Em 1994, foi lançado o suspense Edge of Madness baseado em "Uma Estação Deserta", conto presente na coletânea "Falsos Segredos" do mesmo ano.
Em 2006, Away from Her, dirigido por Sarah Polley, foi lançado uma notável versão cinematográfica estrelada pela lendária atriz Julie Christie, para o conto "The Bear Came Over the Mountain", presente em sua coletânea de 2001 Ódio, Amizade, Namoro, Amor, Casamento. O conto que dá nome à coletânea também foi adaptado para o cinema sob o título de Hateship Loveship (2013), estrelado por Kristen Wiig e Guy Pearce. Em 2016 foi lançado Julieta, de Pedro Almodóvar, filme inspirado em diversas histórias da coletânea "Fugitiva" (2006).

## Obras[32]
- Dance of the Happy Shades, 1968.
- Vidas de Raparigas e Mulheres (PT) ou Vidas de Meninas e Mulheres (BR) - no original Lives of Girls and Women, 1971, romance (contos interligados)
- Something I’ve Been Meaning to Tell You, 1974.
- Who Do You Think You Are? (também publicado com o título The Beggar Maid, nos EUA), 1978.
- As Luas de Júpiter - no original, The Moons of Jupiter, 1982.
- O Progresso do Amor - no original, The Progress of Love, 1986.
- Amiga de Juventude - no original, Friend of My Youth, 1990.
- Falsos segredos - no original, Open Secrets, 1994.
- O Amor de uma Boa Mulher - no original The Love of a Good Woman, 1998.
- Ódio, Amizade, Namoro, Amor, Casamento - no original, Hateship, Friendship, Courtship, Loveship, Marriage, 2001.
- Fugas (PT) ou Fugitiva (BR) - no original Runaway, 2004.
- A Vista de Castle Rock - no original The View from Castle Rock, 2006.
- Demasiada felicidade (PT) ou Felicidade Demais (BR) - no original Too much happiness, 2009.
- Amada vida (PT) ou Vida querida (BR) - no original Dear Life, 2012.

### Coletânea de contos
- Selected Stories (mais tarde renomeado Selected Stories 1968–1994 e A Wilderness Station: Selected Stories, 1968–1994) – 1996[33]
- No Love Lost – 2003[34]
- Vintage Munro – 2004[35]
- Alice Munro's Best: A Selection of Stories – Toronto 2006 / Carried Away: A Selection of Stories – Nova York 2006; ambas as 17 histórias (abrangendo 1977-2004) com uma introdução de Margaret Atwood[36]
- My Best Stories – 2009[37]
- New Selected Stories – 2011[38]
- Lying Under the Apple Tree. New Selected Stories – 2014[39]
- Family Furnishings: Selected Stories 1995–2014 – 2014[40]